# Hemeroblemma divulgata
Hemeroblemma divulgata là một loài bướm đêm trong họ Erebidae.